# Canario Rodríguez
El escritor y académico colombiano Canario Rodríguez, llamado así por el personaje de uno de sus cuentos cortos, nació en el municipio de Natagaima, departamento del Tolima, en el año 1941. Su verdadero nombre es Pedro María Villanueva Vásquez.
Ha obtenido varios premios de literatura en el género de cuento, entre ellos el premio de literatura Héctor Sánchez. Ha publicado en el Magazín dominical de El Espectador (periódico), en Letras del Huila, en el Cronista de Ibagué, en la Revista de la Universidad de Ibagué, entre otros, y actualmente es miembro activo de la Unión Nacional de Escritores (UNE). Su cuento "Las Repúblicas" está incluido en la antología "Trece Nuevos Cuentistas Colombianos", libro publicado por Pijao Editores.
Durante su niñez no asistió a la escuela, su formación académica la desarrolló de forma autodidacta. Después de presenciar con mucho realismo e inmediación los destrozos de la cruenta violencia reactivada con la muerte de Jorge Eliécer Gaitán, desplazado se trasladó, con todo el grupo familiar, al municipio de El Espinal (Tolima), donde asumió un nuevo protagonismo: ingresó al Ejército Nacional como soldado regular. Sus experiencias pretéritas lo aventajaron en las filas y pronto fue ascendido a Cabo Segundo. No tuvo empatía con la carrera de las armas y se retiró.
En el año 1962, a los 21 años de edad, fue nombrado docente de primaria: "era la primera vez que pisaba una escuela". Su compromiso personal y profesional lo indujeron a tomar de lleno el academismo y el intelectualismo. Ese mismo año ante el Ministerio de Educación de Colombia presentó los exámenes del nuevo sistema de validación de estudios secundarios, y en dos eventos consecutivos obtuvo los títulos de Bachiller y Maestro. Unos años después fue ascendido a Supervisor de Educación.
Al amparo de la Universidad Nacional Abierta y a Distancia optó al título de Licenciado En Educación y Especialista en Administración Educativa. Fue Supervisor de Educación en el Tolima hasta el año 2002, cuando se retiró para concubinarse con la Literatura.
De su quehacer como maestro extrajo el material y pergeñó el documento "Trabajo De Un Maestro De Escuela", escrito que fue entregado a la Secretaría de Educación del Tolima en el año 1975 y aún hoy, extraviado, "duerme el sueño del olvido". 
De sus cuentos se destacan: "Las Repúblicas", "Canario Rodríguez", "Moralito" y "Los Últimos Funerales De Concepción Peralta".
- Datos: Q5648747